# Дампир (фильм)
«Дампир» (итал. Dampyr) — англоязычный итальянский фильм 2022 года режиссёра Риккардо Чемело, экранизация одноимённой серии комиксов издательства Sergio Bonelli Editore. В главных ролях снимались Уэйд Бриггс, Стюарт Мартин, Фрида Густавссон, а также Дэвид Моррисси в роли главного злодея.
Первый фильм в Кинематографической Вселенной Бонелли (Bonelli Cinematic Universe), серии телевизионных и кино-проектов, созданных компанией  на основе итальянских комиксов.

## Сюжет
1992 год, на Балканах идёт вооружённый конфликт. Харлан Драка (Уэйд Бриггс) — аферист-сирота, вместе со своим напарником и лучшим другом Юрием он разъезжает по суеверным деревням и сёлам, где они вдвоём разыгрывают представление: Харлан выдаёт себя за Дампира, гибрида человека и вампира, охотника на нечисть. Вместе с Юрием они проводят различные обряды и очищают деревни от злых сил. В награду за это они получают от местных жителей еду и спиртное.
В то же время, в небольшой городок под названием Йорволак прибывает группа солдат, во главе которых стоит полевой командир Эмиль Курьяк (Стюарт Мартин). Они обнаруживают, что все местные жители были убиты неизвестными. Ночью солдаты подвергаются нападению неизвестных, которые обладают нечеловеческими силой и скоростью, в результате чего некоторые из военных гибнут. Один из солдат, Лазар (Раду Андрей Мику), предлагает командиру разыскать Дампира, с которым Лазар вырос в одном городе, так как только он сможет справиться с нападавшими.
Лазар наведывается к Харлану во время очередного «представления» на кладбище. Он отвозит Харлана и Юрия к Курьяку. Последний решает использовать Харлана в качестве приманки, и замысел частично удаётся осуществить: Харлан в действительности оказывается Дампиром. Ночью вампиры окружают Харлана и пытаются выпить его кровь, однако оказывается, что она смертельно опасна для них. Вампирам приходится отступить по приказу своего лидера , который решает оставить с Харланом вампиршу по имени Тесла (Фрида Густавссон). Военные (включая Лазара), которые вновь понесли потери, дезертируют, оставив Курьяка с Харланом и Теслой. Харлан беспокоится о безопасности Юрия, поэтому по его просьбе Лазар и другие солдаты забирают его друга с собой и увозят.
Тесла рассказывает, что состоит на службе у Горки, Повелителя Ночи, гораздо более могущественного вампира, который может обращать людей в вампиров своим укусом и сопротивляться солнечному свету, и что Харлан — гибрид, сын смертной женщины и предыдущего Повелителя Ночи. В это же время Горка нападает на колонну отступающих солдат и пленит их и Юрия; Харлан чувствует присутствие Горки и слышит крики солдат. Тесла, укрываясь от солнца закрытым костюмом, предлагает провести Харлана и Курьяка к своему хозяину, так как ненавидит его и после его смерти обретёт свободу.
Логово Горки находится в подземельях под осаждённым городом (предположительно, Сараево). В поисках входа в логово герои попадают в ловушку: на них нападают бывшие подчинённые Курьяка, ставшие вампирами. Курьяк уничтожает их, а Харлан в рукопашном бою убивает Лазара-вампира. Также оказывается, что Горка может управлять своими слугами, как марионетками — он заставляет Теслу тяжело ранить Дампира, после чего она, убеждённая, что не сможет справиться с влиянием Горки, сбегает к своему хозяину.
Оправившись от ран, Харлан вместе с Курьяком входят в библиотеку, где прячется Повелитель Ночи. Курьяк сталкивается с видениями своих погибших на войне детей и попадает в плен к вампирам. В темнице он оказывается вместе с Теслой, которая ранее безуспешно пыталась восстать против Горки. Они вдвоём подвергаются пыткам, но в конце концов им удаётся освободиться. Чтобы Тесла, искалеченная от пыток огнём, смогла регенерировать, военный поит её собственной кровью. Харлан тем временем проникает в тронный зал Горки, где встречает Юрия, ставшего вампиром. Юрий убивает себя при контакте с кровью Дампира, и прощается с другом. Харлан пытается одолеть Повелителя Ночи, но тщетно. С такой же лёгкостью Горка обезвреживает Курьяка и Теслу. Харлана посещают видения его отца, Драки, который говорит ему сделать свой выбор, и тогда Харлан обретает силы Дампира, которые позволяют ему одолеть Повелителя Ночи. Он душит Горку голыми руками, измазанными кровью Дампира.
После смерти злодея Харлан, Курьяк и Тесла находят тайную комнату за тронным залом, где обнаруживают книгу с изображениями и описаниями других Повелителей Ночи, включая Драку. Все трое осознают, что их война против вампиров только начинается.

## В ролях
- Уэйд Бриггс — Харлан Драка / Дампир
- Стюарт Мартин — капитан Эмиль Курьяк, военный командир
- Фрида Густавссон — Тесла Дубчек, вампирша
- Дэвид Моррисси — Горка, Повелитель Ночи
- Себастьян Крофт — Юрий, лучший друг и напарник Харлана
- Люк Робертс — Драка-старший, отец Харлана
- Раду Андрей Мику — Лазар, боец из отряда Курьяка

## Релиз
В Италии кинопрокат «Дампира» обернулся кассовым провалом. При бюджете в более чем 15 миллионов евро, фильм собрал лишь 352 тысячи, из которых 102 тысячи в первый уикенд проката.
Тем не менее, «Дампир» добился хороших результатов на стриминговом сервисе Netflix, заняв третье место в рейтинге по просмотрам в США

## Награды и номинации
Фильм получил номинацию на престижную итальянскую премию Давид ди Донателло за лучшие спецэффекты.
| Год  | Награда            | Категория                     | Номинанты                         | Результат |
| ---- | ------------------ | ----------------------------- | --------------------------------- | --------- |
| 2023 | Давид ди Донателло | Лучшие визуальные спецэффекты | Алессио Бертотти и Филиппо Робино | Номинация |